# Шодне-сюр-Мозель
Шодне́-сюр-Мозе́ль (фр. Chaudeney-sur-Moselle) — коммуна во французском департаменте Мёрт и Мозель региона Лотарингия. Относится к кантону Туль-Сюд.

## География

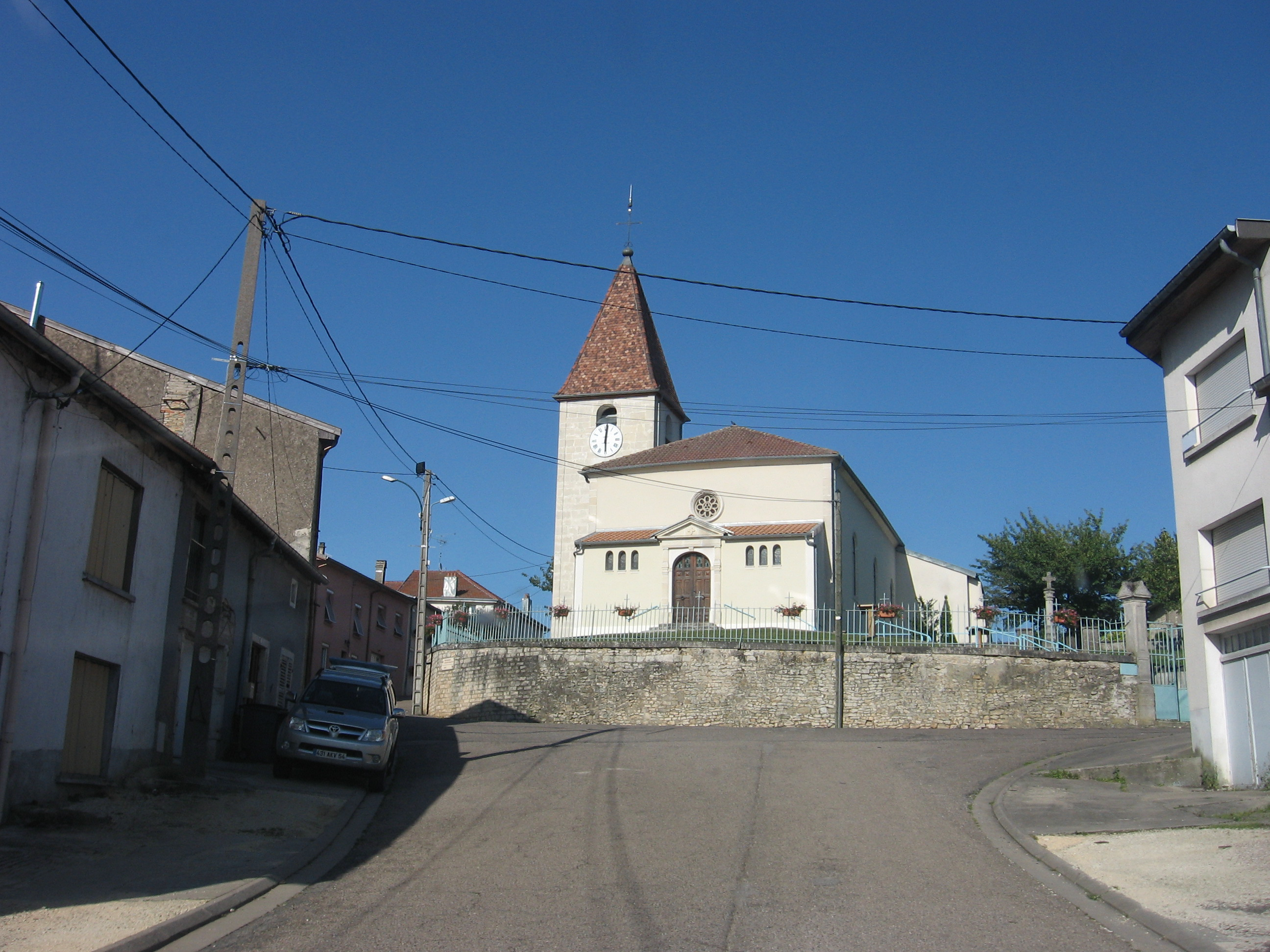
Вид на церковь Сент-Вальбюрж в Шодне-сюр Мозель.

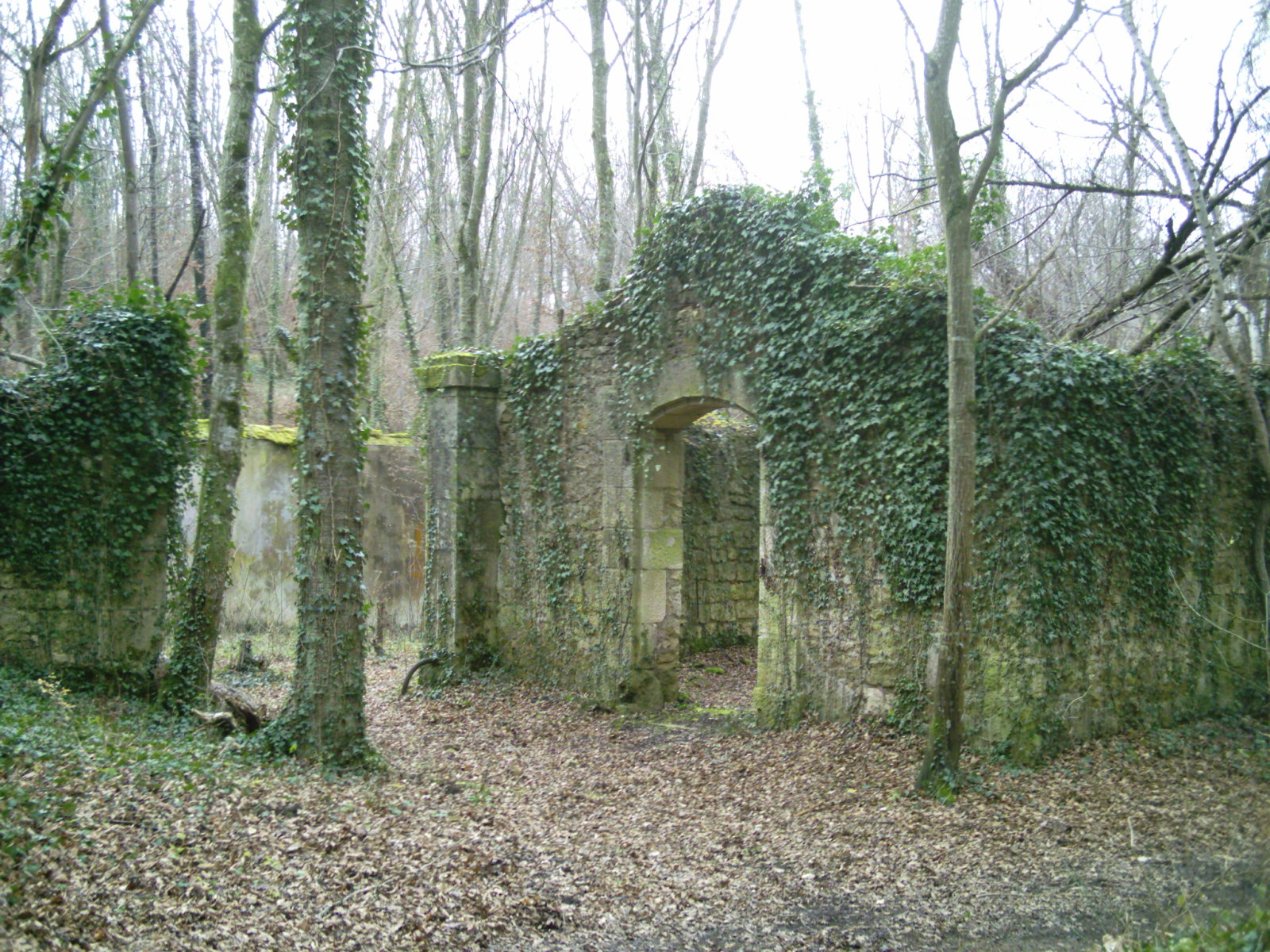
Руины пороховых складов в окрестностях Шодне-сюр Мозель.

Шодне-сюр-Мозель расположен в 60 км к югу от Меца и в 21 км к западу от Нанси. Соседние коммуны: Туль и Доммартен-ле-Туль на севере, Вилле-ле-Сек на востоке, Пьер-ла-Треш на юго-востоке, Бикеле и Жи на юге, Шарм-ла-Кот на юго-западе, Домжермен и Шолуа-Менийо на западе.
Стоит на реке Мозель.

## История
- На месте коммуны обнаружены поселения первобытного периода.
- Шодне-сюр-Мозель принадлежал епископату Туля.

## Демография
Население коммуны на 2010 год составляло 684 человека.
| 1962 | 1968 | 1975 | 1982 | 1990 | 1999 | 2010 |
| ---- | ---- | ---- | ---- | ---- | ---- | ---- |
| 477  | 419  | 526  | 530  | 623  | 661  | 684  |

## Достопримечательности
- Замок, сооружён в 1760 году архитектором Николя Пьерсоном.
- Церковь Сент-Вальбюрж, построена в 1765 году.